# Segundo Galilea
Segundo Galilea (Santiago de Chile, 3 de abril de 1928 - 27 de mayo de 2010) fue un sacerdote católico y escritor chileno, integrante de la hermandad de Foucauld.

## Vida
Fue ordenado sacerdote en 1956. A principios de los años 60 trabajó en la preparación de misioneros en Cuernavaca, México.  Colaboró con el Consejo Episcopal Latinoamericano (CELAM) desde 1963. Animador de la pastoral y la espiritualidad, fue director del Instituto Pastoral Latinoamericano (IPLA), dependiente del CELAM y desde el cual promovió la difusión la visión del Concilio Vaticano II.
Hasta 1975 recorrió América Latina, en conferencias, retiros y ejercicios espirituales. Luego  con las Pontificias Obras misioneras y con otros sacerdotes organizó un instituto misionero. Viajó a Filipinas y a Corea del Sur. Colaboró frecuentemente con las misioneras del Sagrado Corazón de Jesús, fundadas por Santa Francisca Cabrini y estuvo en Brasil, Argentina, Italia y Estados Unidos dándoles conferencias sobre misión y espiritualidad y exhortándolas a vincular más laicos en su misión. Trabajó en Estados Unidos con las comunidades de inmigrantes. En 1997 fue nombrado por el arzobispo de Santiago de Chile como parte del grupo de expertos que redactó las conclusiones del noveno sínodo diocesano. En el año 2000 partió para Cuba donde fue director espiritual del seminario de San Carlos.

## Tesis
Consideraba que ser cristiano es seguir a Jesús por amor y por tanto, la esencia de la
espiritualidad cristiana es el seguimiento de Cristo. Analizó con rigor los aspectos positivos y negativos de la religiosidad popular. La exigencia de justicia social y de solidaridad nace del evangelio. Enfatizó en la importancia de la teología y de la vida espiritual, recuperando y reformulando la experiencia de los grandes místicos desde una perspectiva liberación. Realizó para ello una relectura de los místicos españoles del siglo XVI y de la experiencia bíblica del desierto para llegar a una síntesis entre contemplación y acción, liberación interior y liberaciones sociales. En su trabajo Salvación de los pecadores y liberación de los pobres según el Evangelio (1974), tradujo para el mundo contemporáneo las categorías evangélicas de "pobres" y "pecadores", para poner de manifiesto la fuerza liberadora del evangelio.

## Obras
- La vertiente política de la pastoral, Bogotá: IPLA,, 1970.
- ¿A los pobres se les anuncia el evangelio?, Bogotá: IPLA, 1972
- Contemplación y apostolado, Bogotá: IPLA, 1973.
- Espiritualidad de la liberación, Santiago de Chile: ISPLAJ, 1973.
- Vivir el Evangelio en tierra extraña, Bogotá: Indo-American Press Service, 1976.
- El evangelio, mensaje de liberación Mundo, 1976.
- ¿Los pobres nos evangelizan?, Bogotá: Indo-American Press Service, 1977.
- El sentido del pobre, Bogotá: Indo-American Press Service, 1978.
- Religiosidad popular y pastoral, Madrid: Cristiandad, 1979.
- Espiritualidad de la liberación según las bienaventuranzas, Bogotá: CLAR, 1979.
- La teología de la liberación después de Puebla, Bogotá: Indo-American Press Service, 1979.
- Oración cristiana y liberación (en colaboración con Jon Sobrino y Alfonso Castillo), Desclée de Brouwer, 1980.
- El mensaje de Puebla, Bogotá: Ediciones Paulinas, 1982.
- El Camino de la Espiritualidad, Bogotá: Ediciones Paulinas, 1985.
- La Palabra del Domingo, Bogotá: San Pablo Ediciones, 1987.
- El futuro de nuestro pasado. Los místicos españoles desde América Latina, Narcea, Madrid 1986.
- El Seguimiento de Cristo, Bogotá: San Pablo Ediciones, 1991.
- Tentación y Discernimiento, Madrid: Narcea ediciones, 1991.
- El paso de Jacob: tres ensayos sobre la santidad, Bogotá: Ediciones Paulinas, 1992.
- El poder y la fragilidad. Vida de santa Francisca Javier Cabrini, fundadora de las Misioneras del Sagrado Corazón de Jesús y patrona de los emigrantes, Buenos Aires: Ediciones Paulinas, 1992.
- Pascua de liberación: espiritualidad de la cruz habitada (en colaboración con Jon Sobrino y Herminio Gil), Madrid: Editorial Covarrubias, 1993.
- El discipulado cristiano', Madrid: Ediciones Paulinas, 1993.
- La luz del corazón, Bogotá: San Pablo Ediciones, 1994.
- La amistad de Dios: el cristianismo como amistad, Madrid: Ediciones Paulinas, 1997.
- Fascinados por su fulgor: para una espiritualidad de la belleza, Madrid: Narcea ediciones, 1998.
- Las edades del espíritu, Bogotá: San Pablo Ediciones, 2002.

Se sabe que donaba el dinero recibido por derechos de autor y por conferencias al arzobispado de Santiago, para financiar retiros espirituales en los sectores más pobres de Chile.